# Clara Harris – Verzweifelte Rache
Clara Harris – Verzweifelte Rache (Originaltitel: Suburban Madness) ist ein US-amerikanisches Filmdrama aus dem Jahr 2004. Regie führte Robert Dornhelm, das Drehbuch schrieb Kimberlee Reed anhand eines Medienberichtes von Skip Hollandsworth.

## Handlung
Die Handlung wird aus der Perspektive der in Houston ansässigen Privatermittlerin Bobbi Bacha erzählt, die vor Gericht über die Hintergründe einer vor sechs Monaten verübten Tat aussagt. Währenddessen plant Bachas Tochter die Hochzeit.
Die in Texas lebende Zahnärztin Clara Harris ist mit David verheiratet, der den gleichen Beruf ausübt. Beide haben Kinder aus früheren Beziehungen. David stellt in der Praxis eine geschiedene Frau ein, mit der er eine Affäre hat. Clara beauftragt Bacha mit Ermittlungen. Sie überfährt eines Tages mit ihrem Auto mehrmals David, der Kopfverletzungen erleidet und daraufhin stirbt. Harris wird des Mordes bezichtigt.

## Kritiken
David Nusair schrieb in Reel Film Reviews, die Handlung konzentriere sich auf der Figur von Bobbi Bacha; dieser Strang der Handlung sei „äußerst melodramatisch“ und wecke kaum Interesse. Die „talentierte“ Sela Ward habe Besseres verdient.

## Hintergründe
Die Handlung beruht auf wahren Ereignissen. Der Film wurde in Toronto und in Thornhill (Ontario) gedreht.